# Словохотов Валерій Павлович
 Валерій Павлович Словохотов (нар. 24 січня 1948, с. Нові Соколи на Київщині  — український художник.

## Життєпис
Народився 24 січня 1948 року у селі Нові Соколи Київська область).
Валерій Павлович не мав художньої освіти, але здобув безцінні знання та навички під проводом видатних майстрів Коновалюк Федір, школа українського живописця Їжакевич Іван. 
Літо 1970 року стало знаменним для Валерія Словохотова. Саме тоді, на пленерах, він познайомився із Федором Коновалюком справжнім "титаном" старої реалістичної української школи живопису кінця XIX століття. Коновалюк, учень знаменитого Федора Кричевського на довгі 12 років став для 20-річного Словохотова не просто вчителем, а й мудрим наставником. Під його чуйним керівництвом він осягав тонкощі майстерності. Вчився глибше й точніше бачити красу природи, відокремлювати головне від другорядного, вловлювати швидкоплинні зміни у настрої природи та з точністю переносити їх на етюди.

## Творчість
Роботи художника знаходяться в місті Шалет (Франція), Центральній науковій бібліотеці міста Києва, Літературно-меморіальний музей-квартира П. Г. Тичини, Мюнхенській картинній галереї, в багатьох приватних колекціях як в Україні, так і за кордоном - в Австрії, Австралії, США, Канаді, Польщі, країнах колишнього Союзу, лише у понад 20 країнах світу. Понад 1000 творів є власністю киян. За своє життя митець створив понад 3000 робіт.
Картини:
- «Польові квіти»;
- «Натюрморт - Виноград та диня»;
- «Золотий фазан серед квітів»;
- «Натюрморт - Виноград та диня»;
- «Алмазний фазан серед тюльпанів»;
- «Проталини снігу в лісі»;
- «Азовське море, Хвиля»;
- «Весняні квіти, проліски»;